# Licht kroeskopje
Het licht kroeskopje (Nemapogon inconditella) is een vlinder uit de familie echte motten (Tineidae). De wetenschappelijke naam is voor het eerst geldig gepubliceerd in 1956 door Lucas.
De soort komt voor in Europa.